# Theater Chur
Das Theater Chur (vormals Stadttheater Chur), an der Zeughausstrasse 6 in Chur, ist das grösste Theater im Kanton Graubünden.

## Geschichte
Das Stadttheater Chur besteht seit 1876 mit durchgehendem Saisonbetrieb und regelmässigen Gastspielen in Davos und Glarus während des Winters und in Rheinfelden und Aarau während des Sommers.
Leiter des Theaters war von 1945 bis 1948 der deutsche Flüchtling Hans Curjel, der  unter anderem die Regisseure Vasa Hochmann  und Kurt Horwitz, die Bühnenbildner Teo Otto und Max Röthlisberger sowie im Schauspielensemble Brigitte Horney, Walter Roderer und Valerie Steinmann verpflichten konnte. 1948 inszenierten  Bertolt Brecht und Caspar Neher die Uraufführung von Brechts Antigone.
Seit 1959 ist das Theater im jetzigen Gebäude an der Grabenstrasse in direkter Nachbarschaft zum Grossratsgebäude untergebracht. Seit 2008 ist das Theater vom politischen Stadtrat weitgehend unabhängig. Eine Volksabstimmung bestätigte das Konzept einer von der Politik unabhängigen neuen Trägerschaft.
Nach dem überraschenden Tod von Markus Luchsinger 2009 war Ute Haferburg von 2010 bis 2020 Leiterin des Hauses. Von der Spielzeit 2020 bis 2024 führt Roman Weishaupt das Theater Chur.
Im Jahr 2015 gewann Raphael Zuber den Wettbewerb für einen Umbau des Hauses mit neuem Eingangstor, der jedoch nicht ausgeführt wurde.